# Pascal Savoldelli
Pour les articles homonymes, voir Savoldelli.
Pascal Savoldelli, né le 14 janvier 1961, est un homme politique français. 
Membre du Parti communiste français, il est conseiller général puis départemental du Val-de-Marne de 1998 à 2021 et sénateur du Val-de-Marne depuis 2017.

## Responsabilités électives
Pascal Savoldelli est élu conseiller municipal d'Ivry-sur-Seine en 1989, adjoint au maire de 1995 à 2008 délégué à la jeunesse, aux affaires départementales et aux sports. En 1998, il est élu conseiller général pour le canton d'Ivry-sur-Seine-Est.
De 2015 à 2017, il est vice-président du conseil départemental du Val-de-Marne chargé des finances, des affaires juridiques et patrimoniales et du développement économique, président de Sadev 94 (société d'économie mixte d’aménagement du Val-de-Marne) et président du groupe des élus Front de gauche. Il préside depuis 2011 le conseil d'orientation et de surveillance de l'Agence de développement du Val-de-Marne.
Il se porte candidat aux élections législatives des 11 et 18 juin 2017 dans la dixième circonscription du Val-de-Marne. Il est éliminé au premier tour, se classant troisième avec 15,2 % des suffrages exprimés, le second tour étant remporté par la candidate de La France insoumise Mathilde Panot.
Deuxième de la liste « Rassemblé-e-s pour porter l'espoir en Val-de-Marne » (PCF-PS-EÉLV) menée par Laurence Cohen et qui arrive en 1re position avec 38,58% des suffrages exprimés, Pascal Savoldelli est élu sénateur du Val-de-Marne le 24 septembre 2017. 
Au Sénat, il s'inscrit dans le groupe communiste, républicain, citoyen et écologiste.